# Haute école de gestion de Fribourg
 (octobre 2019).
La Haute école de gestion Fribourg (HEG-FR) est une école publique de niveau supérieur. 
Elle a été créée en 1991 et est rattachée au réseau Haute École spécialisée de Suisse occidentale (HES-SO).

## Description
L'école propose des cours à temps plein et / ou à temps partiel menant à un baccalauréat, une maîtrise ou d'autres diplômes de troisième cycle. Il est structuré en trois départements : l'Institut de l'entreprenariat et des PME, l'Institut de finance et l'Institut d'innovation sociale et publique. L'école est située sur le campus de Pérolles à Fribourg, en Suisse. 
La Haute école de gestion Fribourg participe à divers projets de recherche nationaux et internationaux, tels que le Global Entrepreneurship Monitor et propose une gamme de services aux entreprises, aux institutions publiques et aux associations professionnelles aux niveaux national et international. Les membres du corps professoral de l'école présentent régulièrement leurs recherches lors de conférences scientifiques de renommée mondiale, telles que les réunions annuelles de l' Academy of Management et de l' Academy of International Business, ainsi que dans des revues et manuels scientifiques,,,.
L’école adopte une approche trilingue (français, allemand et anglais) en matière d’éducation ainsi que de recherche et entretient des liens étroits avec des universités partenaires du monde entier, telles que l’Université de technologie de Swinburne, l’Institut polytechnique de Worcester (WPI), Université de Lorraine, Université de Montpellier, École de gestion de Grenoble, EGADE Business School Monterrey, Université de Montréal, Université du Québec, Université du Vermont et Université de Trèves, entre autres.
S'appuyant sur les activités de son institut des finances, ainsi que de l'institut de l'entrepreneuriat et des PME, l'école est engagée dans des activités de recherche ainsi que des activités de formation et de conseil dans le domaine de la technologie financière, conjointement avec le Fintech Circle de Londres.
La Haute école de gestion Fribourg propose les cursus suivants de Bachelor et de Master : 
- Bachelor of Science HES-SO en gestion d'entreprise
- Master of Science HES-SO in Business Administration, majeure en entrepreneuriat (innovation et croissance)[11]
- Executive Master of Business Administration (EMBA) HES-SO Integrated Management[12],[13]. Cet EMBA a été évalué sans réserves par l'Organe d'accréditation et d'assurance qualité (OAQ) des Hautes écoles suisses en 2008[14].

Il propose en outre des cours menant à un certificat d’études avancées sur les sujets suivants : 
- CAS - Gestion d'entreprise ;
- CAS - Gestion de projet ;
- CAS - Chaîne d'approvisionnement ;
- CAS - Communication d'entreprise ;
- CAS - Gestion publique ;
- CAS - Gestion des entreprises d'économie sociale ;
- CAS - Gestion du développement durable.